# Bo Lamar
Dwight „Bo“ Lamar (* 7. April 1951 in Columbus, Ohio) ist ein ehemaliger amerikanischer professioneller Basketballspieler.
Lamar besuchte in Columbus die Schule und studierte an der University of Southwestern Louisiana, der jetzigen University of Louisiana in Lafayette.
Als Spieler der Universitätsmannschaft Ragin' Cajun wurde er im Zeitraum von 1969 bis 1973 dreimal in die Auswahl „All-American“ aufgenommen. Während seiner Karriere in der Universitätsmannschaft erzielte er durchschnittlich 31,2 Punkte pro Spiel und insgesamt 3.493 Punkte, ein Wert, der auch heute noch in den oberen Rängen der Basketball-Rekord-Statistiken der NCAA auftaucht.
Während der Auswahlrunde 1973 der NBA (NBA-Draft) wurde Lamar in der dritten Runde von den Detroit Pistons ausgewählt. In seiner Karriere spielte er für drei Mannschaften der American Basketball Association: von 1974 bis 1975 für die San Diego Conquistadors, 1976 für die Indiana Pacers und später die San Diego Sails. Dann wechselte er zur NBA und spielte 1977 für die Los Angeles Lakers.